# Anton Karas

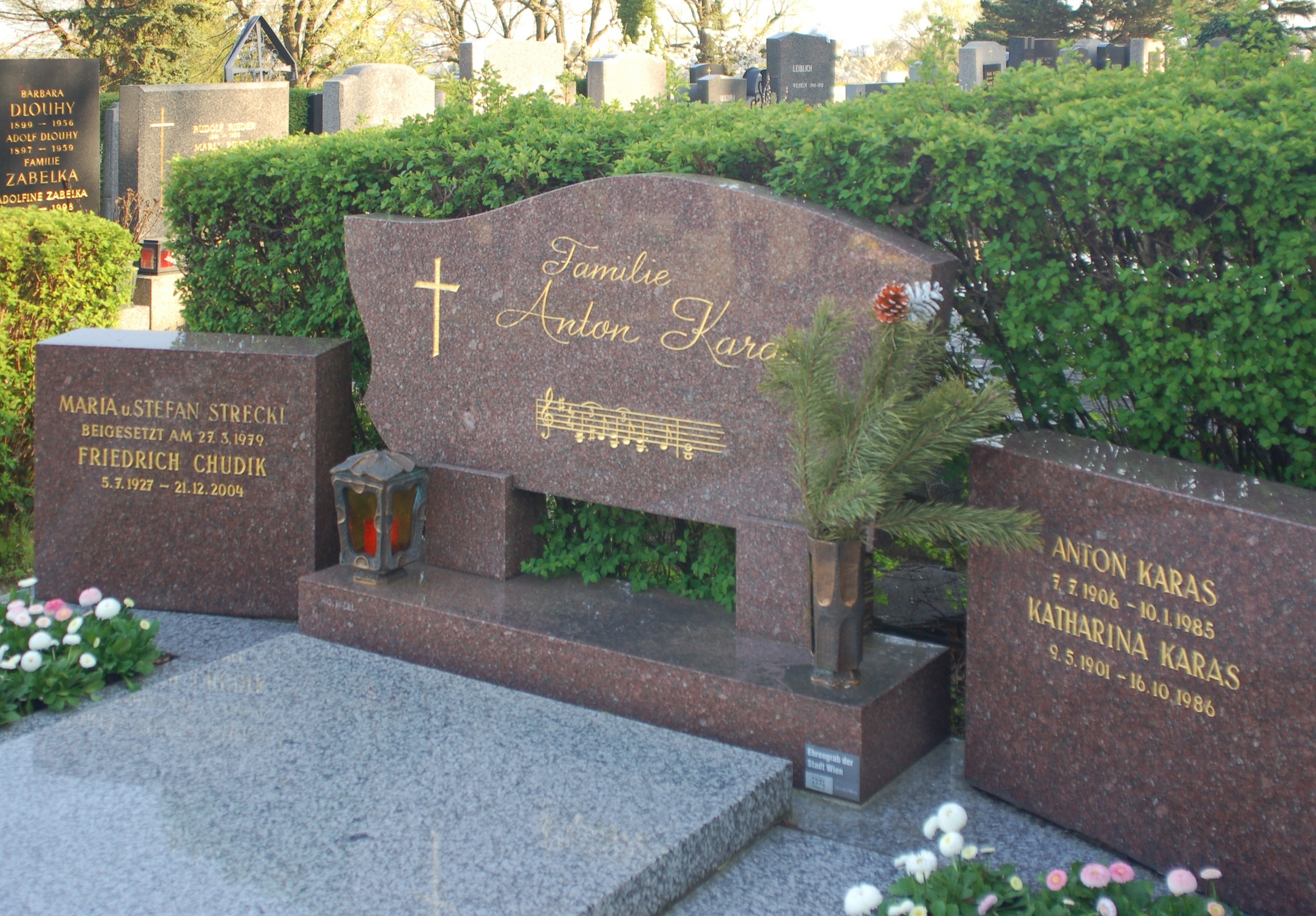
Grobowiec A. Karasa w Wiedniu

Anton Karas (ur. 7 lipca 1906 w Wiedniu, zm. 10 stycznia 1985 tamże) był jednym z najwybitniejszych wirtuozów cytry oraz kompozytorem.

## Życie
Karas dorastał w klasycznej wiedeńskiej dzielnicy pracy Brigittenau wraz z trójką rodzeństwa. Uczęszczał do wieczorowej szkoły muzycznej Polluxa na cytrę. Pogrywał czasami w pobliskich lokalach i restauracjach.
W 1925 r. dostał oficjalnie pierwszą pracę jako muzyk grający na cytrze w restauracji by umilać czas klientom.
W roku 1948 Karas spotkał się z angielskim reżyserem Carolem Reedem, który kręcił właśnie w Wiedniu swój najnowszy film Trzeci człowiek (ang. „The third man”) i dlatego szukał kogoś, kto by mógł skomponować pasującą muzykę do tegoż filmu. W 1949 r. Karas skomponował światowy hit o nazwie „Harry Lime Theme” – od nazwiska głównego bohatera filmu Trzeci człowiek (granego przez Orsona Wellesa) – i wzniósł swoją muzyką film Reeda na szczyty szczebli światowego kina.
Gdy utwór „Harry Lime Theme” odniósł liczne sukcesy, Karas, z nieznanego grajka stał się wielką gwiazdą. W trzy tygodnie po premierze Trzeciego człowieka sprzedał 100 tys. płyt winylowych. Wkrótce wyjechał w kilkuletnie Tournée i podróżował po całym świecie. Zaprosili go m.in. obecny wtedy papież Pius XII i cesarz Japonii Hirohito. Jednorazową lekcję gry na cytrze pobrał od Karasa ówczesny następca tronu (a obecnie cesarz Japonii) Akihito.
Ponownie w Wiedniu w roku 1953 w części dzielnicy Döbling o nazwie Sievering zainicjował uroczyste otwarcie luksusowego lokalu „Zum dritten Mann” (pol. „U trzeciego człowieka”).
W październiku 1955 r. Karas zagrał na uroczystości obchodzenia rocznicy niepodległości Austrii – oczywiście zagrał też utwór „Harry Lime Theme”.
Słynna cytra Karasa zagrała po raz ostatni w roku 1985, na pogrzebie muzyka. Został on pochowany na Sieveringowskim Cmentarzu w Wiedniu – po dziś dzień jest miejscem „pielgrzymek” fanów Antona Karasa którzy przybywają tutaj z całego świata.
Do dziś filmy z muzyką Karasa graną na cytrze uważane są za wielkie osiągnięcia powojennego Wiednia.